# Michael Lucey
Pour les articles homonymes, voir Lucey.
Michael Lucey (né en 1960) est un essayiste et théoricien américain de la littérature française. 

## Biographie
Il est professeur de littérature française et comparée au département d'études françaises à l'Université de Californie à Berkeley. Il se spécialise notamment dans la littérature française des XIXe, XXe et XXIe siècles, la littérature anglaise des XIXe et XXe siècles et la littérature américaine du XXe siècle. Il s'intéresse également à la théorie critique, littéraire et sociale ainsi qu'aux études sur la sexualité. Il est le fondateur et le directeur du Center for the Study of Sexual Culture à l'université où il enseigne.

## Travaux de recherche
Michael Lucey publie beaucoup sur des thèmes et des enjeux reliés à la sexualité dans les œuvres d'auteurs reconnus du XIXe siècle comme Honoré de Balzac, Marguerite Duras, Marcel Proust, Simone de Beauvoir et Colette. Son ouvrage Les Ratés de la famille. Balzac et les formes sociales de la sexualité est devenu une référence majeure des études balzaciennes en terme d'analyse des personnages et de la culture balzacienne en soi.

## Publications
- (en) Michael Lucey, Someone: The Pragmatics of Misfit Sexualities, from Colette to Hervé Guibert, University of Chicago Press, 2019.
- (en) Michael Lucey, On Proust and Talking to Yourself, vol. 26, Qui parle, 2017, chap. 2, p. 281-293.
- (en) Michael Lucey et Tom McEnaney, « Introduction: Language-in-Use and Literary Fieldwork », Representations, no 137,‎ automne 2017, p. 1-22.
- (en) Michael Lucey, « Proust’s Bifurs », dans Patrick McGuinness et Emily McLaughlin, The Made and the Found: Essays, Prose and Poetry in Honour of Michael Sheringham, Oxford, Legenda, 2017, p. 145-156.
- (en) Michael Lucey, « Proust and Language-in-Use », dans Novel: A Forum on Fiction, vol. 48, 2015, chap. 2, p. 261-279.
- (en) Michael Lucey, « The Contexts of Marguerite Duras’s Homophobia », GLQ: A Journal of Lesbian and Gay Studies, vol. 19, no 3,‎ 2013, p. 341-379.
- (en) Michael Lucey, Never Say I: Sexuality and the First Person in Colette, Gide, and Proust, Duke University Press, 2006.
- (en) Michael Lucey, The Misfit of the Family: Balzac and the Social Forms of Sexuality, Duke University Press, 2003.
- (en) Michael Lucey, « Mystères de la chair », dans Gerard Bonal et Frédéric Maget, Cahiers de l’Herne. Colette, Paris, Editions de l’Herne, 2011, p. 231-38.
- (en) Michael Lucey, « A Literary Object’s Contextual Life », dans Ali Behdad et Dominic Thomas, A Companion to Comparative Literature, Malden, Wiley-Blackwell, 2011, p. 120-35.
- (en) Michael Lucey, « When? Where? What? », dans Janet Halley et Andrew Parker, After Sex? On Writing since Queer Theory, Durham, Duke University Press, 2011, p. 221-44.
- (en) Michael Lucey, Simone de Beauvoir and Sexuality in the Third Person, vol. 109, 2010, p. 95-121.